# Richard Gere
Richard Tiffany Gere (* 31. srpna 1949 Filadelfie, Pensylvánie, USA) je americký filmový herec.

## Život
Narodil se ve Filadelfii v USA v anglicko-irské rodině. Jeho otec Homer George Gere vlastnil malou pojišťovnu, matka Doris Anna Tiffany byla v domácnosti. Pochází z pěti dětí, má tři sestry a jednoho bratra. Má také nevlastního bratra, Němce Henryho Januszewskiho.
V roce 1967 absolvoval střední školu North Syrakus, kde vynikal v gymnastice a hudbě (hrál na klavír, kytaru a trubku), a vstoupil na University Massachusetts Amherst, kde si vybral jako obor filozofii a východní náboženství, ale školu opustil po dvou letech.

### Kariéra
Svoji první hlavní roli obdržel v roce 1973 a poté se v roce 1977 objevil v hollywoodské sexuálně laděné detektivce Looking for Goodbar. Dostal také hlavní roli ve filmu Nebeské dny (Days of Heaven) z roku 1978. Jeho herecká kariéra a popularita začaly prudce stoupat po roce 1980, zejména díky úspěšnému filmu American Gigolo z roku 1982. Později se stal mužem, jenž se objevoval pravidelně na hlavních stranách amerických módních časopisů.
Ozvěna jeho rolí v 80. letech kolísala mezi úspěchem a neúspěchem. Po uvedení filmu Vnitřní záležitosti (Internal Affairs) v roce 1996 a světově proslulého romantického snímku Pretty Woman (1990), ve kterém hrál po boku Julie Robertsové, zůstal na výsluní. Dostal role ve filmech Sommersby (1993), Prvotní strach (Primal Fear, 1996) a Nevěsta na útěku (Runaway Bride, 1999). Časopis People jej v roce 1999 označil za „nejsvůdnějšího živého muže“.
V roce 2002 získal Zlatý glóbus za film Chicago a hrál ve filmech Nevěrná (Unfaithful) a Proroctví z temnot (The Mothman Prophecies), které byly vcelku úspěšné.
Byl zvolen „mužem roku“ („Man of the Year“) pro rok 2006.

### Soukromý život
V letech 1991–1995 byl ženatý s modelkou Cindy Crawfordovou. Poté si v roce 2002 vzal za manželku modelku a herečku Carey Lowellovou po sedmileté známosti. Má s ní syna Homera Jamese Jigmea Gerea, který se narodil v roce 2000. Jejich manželství však bylo v roce 2016 rozvedeno. V roce 2018 se oženil se španělskou publicistkou jménem Alejandra Silva.
Richard Gere je dobře znám jako buddhista a aktivní zastánce tibetského dalajlámy. Je také vytrvalým obhájcem lidských práv v Tibetu. Angažoval se i v mezinárodní kampani pro Tibet. Propaguje také boj proti příčinám a nebezpečím AIDS, hlavně v Indii; o této problematice jednal i s prezidentem USA Georgem W. Bushem a žádal jej o podporu při výzkumu nemoci.
Začátkem července 2015 (2. až 6.) se zúčastnil 50. mezinárodního filmového festivalu v Karlových Varech. Při zahajovacím ceremoniálu převzal z rukou Jiřího Bartošky cenu Křišťálový glóbus, když krátce před tím před ředitelem festivalu poklekl. Během tohoto pobytu v ČR navštívil i Loket a Prahu.

## Filmografie
| Rok  | Název filmu                                 | Role                         |
| ---- | ------------------------------------------- | ---------------------------- |
| 2013 | Mládeži nepřístupno                         |                              |
| 2012 | Smrtelné lži                                |                              |
| 2011 | Dvojitý agent                               |                              |
| 2009 | Amelia                                      |                              |
| 2009 | Hačikó – příběh psa                         |                              |
| 2009 | Nejlepší z Brooklynu                        |                              |
| 2008 | Noci v Rodanthe                             |                              |
| 2007 | Beze mě: Šest tváří Boba Dylana             | Bob Dylan/Billy              |
| 2007 | Lovci stínů                                 |                              |
| 2007 | Osobní spravedlnost                         |                              |
| 2006 | Skandál (The Hoax)                          | Clifford Irving              |
| 2005 | Bee Season                                  | Saul                         |
| 2004 | Moving Image Salutes Richard Gere           |                              |
| 2004 | Smím prosit                                 |                              |
| 2003 | Celebrity Naked Ambition                    |                              |
| 2002 | Proroctví z temnot (The Mothman Prophecies) | John Klein                   |
| 2002 | Nevěrná (Unfaithful)                        | Ed Sumner                    |
| 2002 | Chicago                                     | Billy Flynn                  |
| 2000 | Podzim v New Yorku (Autumn in New York)     | Will Keane                   |
| 2000 | Dr T a jeho ženy (Dr T and the Women)       | Dr. T                        |
| 1999 | Nevěsta na útěku                            | Ike Graham                   |
| 1999 | ABC 2000: The Millennium                    |                              |
| 1997 | Šakal (The Jackal)                          | Declan Joseph Mulqueen       |
| 1997 | Red Corner                                  | Jack Moore                   |
| 1996 | Prvotní strach (Primal Fear)                | Martin Vail                  |
| 1995 | První rytíř (First Knight)                  | Lancelot                     |
| 1994 | Křižovatka (Intersection)                   | Vincent Eastman              |
| 1993 | Mr. Jones                                   | Mr. Jones                    |
| 1993 | And the Band Played On                      | The Choreographer            |
| 1993 | Návrat Sommersbyho (Sommersby)              | John Robert 'Jack' Sommersby |
| 1992 | Mrazivá vášeň (Final Analysis)              | Dr. Isaac Barr               |
| 1990 | Pretty Woman                                | Edward Lewis                 |
| 1990 | Vnitřní záležitosti (Internal Affairs)      | Dennis Peck                  |
| 1988 | Miles from Home                             | Frank Roberts, Jr.           |
| 1986 | Nemilosrdně (No Mercy)                      | Eddie Jellette               |
| 1986 | Power                                       | Pete St. John                |
| 1986 | Král David (King David)                     | David                        |
| 1984 | Cotton Club (Cotton Club, The)              | Dixie Dwyer                  |
| 1983 | Breathless                                  | Jesse Lujack                 |
| 1983 | Honorary Consul, The                        | Dr. Eduardo Plarr            |
| 1980 | American Gigolo                             | Julian Kaye                  |
| 1979 | Amíci (Yanks)                               | Matt Dyson                   |
| 1978 | Bloodbrothers                               | Thomas Stony De Coco         |
| 1978 | Nebeské dny (Days of Heaven)                | Bill                         |
| 1977 | Looking for Mr. Goodbar                     | Tony Lo Porto                |
| 1976 | Baby Blue Marine                            | Raider                       |
| 1975 | Report to the Commissioner                  | Billy                        |